# 青 (KREVAのシングル)
青（あお）は、日本のヒップホップMC、KREVAのメジャー12枚目のシングルである。発売元はポニーキャニオン。

## 概要
- 前作『ストロングスタイル』から約1年5ヶ月ぶりとなるシングル。
- 収録曲は既にネットで配信していた楽曲3曲に、新曲1曲を加えた全4曲を収録[1]。
- 次作「赤」のジャケットは、今作のジャケットを赤色に変更した上で左右反転状態となっている。
- 4thアルバム「心臓」の発売発表時に、この「青」は静脈を、次作「赤」は動脈を表したものと発表された[2]。

## 収録曲
1. 成功 (4:36)
Produced by KREVA
Words＆Music:KREVA
2009年1月に配信された楽曲。2008年8月27日に「めざましLIVE'08」で初披露している。後にさかいゆうがアレンジに加わり、そのアレンジバージョンが11月23日の「YouTube Live TOKYO feat.iQ」で披露され、そのバージョンが配信された。
2. I Wanna Know You(5:02)
Produced by KREVA
Words＆Music:KREVA
2009年2月に配信された楽曲。
3. 生まれてきてありがとう (Feat. さかいゆう) (5:08)
Produced by さかいゆう, KREVA
Words＆Music:KREVA
2009年3月に配信された楽曲。青のジャケットは、この配信曲のジャケットを青くしたものである。
4. So Sexy (5:20)
Produced by KREVA
words & Music by KREVA
新曲。